# Unterseeboot 3 (1935)
Pour les articles homonymes, voir Unterseeboot 3.
L'Unterseeboot 3 (ou U-3) est un sous-marin (en allemand : Unterseeboot) allemand de type II.A utilisé par la Kriegsmarine pendant la Seconde Guerre mondiale.
Il est commandé dans le cadre du plan Z le 11 février 1935 en violation du traité de Versailles qui proscrit la construction de ce type de navire par l'Allemagne.
Commandé le 6 août 1935, il est désarmé et mis au rebut en 1945 par les Alliés.
Comme les sous-marins de type II étaient trop petits pour des missions de combat dans l'océan Atlantique, il a été affecté dans la mer du Nord pour des tâches de formation avec la 21e Flottille d'U-Boote (21. Unterseebootsflottille), une unité d'entraînement.

## Historique
Mis en service le 6 août 1935, l'U-3 a servi surtout comme sous-marin d’entraînement pour les équipages de 1935 à 1940. Il réalise sa première patrouille, quittant le port de Wilhelmshaven, le 14 septembre 1939 sous les ordres du Kapitänleutnant Joachim Schepke, et y retourne le 8 septembre 1939 après cinq jours en mer.
Sa deuxième patrouille, du 13 au 24 septembre 1939, soit 12 jours en mer, le mène le long des côtes des Pays-Bas.
Sa troisième patrouille, du 27 septembre au 3 octobre 1939, soit sept jours en mer, l'amène de Wilhelmshaven à Kiel en faisant le tour du Danemark. Lors de son passage au large des côtes norvégiennes, le 30 septembre 1939, l'U-3 coule le navire marchand danois Vendia (tuant 11 des 17 membres d'équipage) et le navire marchand suédois Gun (ne faisant aucune victime) pour un total de 2 348 tonneaux.
Le 3 janvier 1940, le Kapitänleutnant Joachim Schepke cède le commandement de l'U-3 à Gerd Schreiber.
Sa quatrième patrouille, du 16 au 29 mars 1940, soit 14 jours en mer, le ramène de Kiel à Wilhelmshaven sans remporter de victoire.
Sa cinquième et dernière patrouille, du 12 au 19 avril 1940, soit huit jours en mer, se déroule en mer du Nord. Il est incorporé dans le groupe U-boot 8 (Lindesnes) avec l'U-2, l'U-5 et l'U-6, pour l'opération Weserübung, l'invasion allemande du Danemark et de la Norvège. Le 16 avril 1940, le sous-marin britannique HMS Porpoise lance six torpilles sur l'U-3 à environ 10 miles au sud-ouest de Egersund en Norvège. Il a bien été entendu une détonation, mais seulement due à une torpille G7a du sous-marin britannique qui a raté l'U-3 et qui a explosé en fin de sa course. Cette attaque a longtemps été soupçonnée d'avoir causé le naufrage de l'U-1, mais était en fait dirigée contre l'U-3 et qui n'a pas été endommagé.
Puis l'Unterseeboot 3 quitte le service active pour redevenir, comme avant-guerre, un sous-marin d'entraînement.
L'U-3 est endommagé le 1er août 1944 à Gotenhafen en Pologne. Il est capturé par les forces britanniques le 3 mai 1945 et mis au rebut la même année.

## Affectations
- U-Bootschulflottille du 1er août 1935 au 1er septembre 1939 à Wilhelmshaven en tant que navire-école
- U-Bootschulflottille du 1er septembre 1939 au 1er octobre 1939 à Wilhelmshaven en tant qu'unité combattante
- U-Bootschulflottille du 1er octobre 1939 au 1er février 1940 à Wilhelmshaven en tant que navire-école
- U-Bootschulflottille du 1er mars 1940 au 1er avril 1940 à Wilhelmshaven en tant qu'unité combattante
- U-Bootschulflottille du 1er mai 1940 au 30 juin 1940 à Wilhelmshaven en tant que navire-école
- 21. Unterseebootsflottille du 1er juillet 1940 au 31 juillet 1944 à Pillau en tant que navire-école

## Commandement
- Hans Meckel du 6 août 1935 au 29 septembre 1937
- Ernst-Günter Heinicke du 30 septembre 1937 jusqu'en juillet 1938
- Kapitänleutnant Joachim Schepke du 29 octobre 1938 au 2 janvier 1940
- Gerd Schreiber du 3 janvier au 28 juillet 1940
- Kapitänleutnant Helmut Franzke du 29 juillet au 10 novembre 1940
- Kapitänleutnant Otto von Bülow du 11 novembre 1940 au 2 juillet 1941
- Oberleutnant zur See Hans-Hartwig Trojer du 3 juillet 1941 au 2 mars 1942
- Oberleutnant zur See Joachim Zander du 3 mars au 30 septembre 1942
- Oberleutnant zur See Herbert Zoller du 1er octobre 1942 au 18 mai 1943
- Oberleutnant zur See Ernst Hartmann du 19 mai 1943 au 9 juin 1944
- Leutnant zur See Hermann Neumeister du 10 juin au 16 juillet 1944

N.B. : Un nom de commandant sans indication de grade signifie que son grade n'est pas connu avec certitude à la date de la prise de commandement.

## Navires coulés
L'Unterseeboot 3 a coulé 2 navires marchands ennemis pour un total de 2 348 tonneaux au cours des 5 patrouilles (46 jours en mer) qu'il effectua.
| Date              | Nom    | Nationalité | Tonnage (GRT) | Fait  |
| ----------------- | ------ | ----------- | ------------- | ----- |
| 30 septembre 1939 | Vendia | Danemark    | 1 150         | Coulé |
| 30 septembre 1939 | Gun    | Suède       | 1 198         | Coulé |

### Sources
- (en) Cet article est partiellement ou en totalité issu de l’article de Wikipédia en anglais intitulé « German submarine U-3 (1935) » (voir la liste des auteurs).